# Crataegus turkestanica
Crataegus turkestanica es una especie de planta del género Crataegus, perteneciente a la familia Rosaceae.

## Taxonomía
Crataegus turkestanica fue descrita por Antonina Poyárkova en 1939.

## Distribución
Se encuentra en el territorio de Irán hasta Asia Central y el Himalaya occidental.